# Parevander hovorei
Parevander hovorei is een keversoort uit de familie van de boktorren (Cerambycidae). De wetenschappelijke naam van de soort werd voor het eerst geldig gepubliceerd in 1984 door Giesbert in Giesbert & Penrose.